# Lluís Rierola Albó
Lluís Rierola Albó   (Gurb, 1896 - Barcelona, 1 de setembre de 1970) fou un jugador d'hoquei sobre herba català que va competir durant les dècades de 1910 i 1920.
Durant la seva carrera esportiva jugà al Reial Club de Polo de Barcelona, amb qui guanyà vuit Campionats de Catalunya (1918, 1920-25, 1929) i sis Copes d'Espanya (1916, 1917, 1922, 1924, 1925, 1929). Amb la selecció espanyola participà en els Jocs Olímpics d'Amsterdam de 1928.